# Чешир, Максин
Максин Чешир (англ. Maxine Cheshire; 5 апреля 1930, Харлан, штат Кентукки — 31 декабря 2020) — американская журналистка.
В 1951 году, после смерти отца, устроилась репортёром в газету «News-Sentinel» в Ноксвилле, штат Теннесси. С 1954 года работала в газете «Вашингтон пост», с 1966 года на протяжении многих лет вела в ней колонку слухов «V.I.P.», перепечатывавшуюся 300 изданиями в США и за рубежом. Пользовалась наибольшей известностью в 1970-х годах в связи с рядом громких публикаций: о подарках на общую сумму около миллиона долларов, которые американские бизнесмены сделали Жаклин Кеннеди для украшения Белого дома в период президентства её мужа Джона Кеннеди, о пристрастии к морфию сенатора Джозефа Маккарти, о конгрессменах, вовлечённых в дело о взяточничестве (так называемый Кореягейт) и др. Трижды номинировалась на Пулитцеровскую премию. В 1978 году вышла книга о Чешир «Максин Чешир, репортёр» (англ. Maxine Cheshire, Reporter), написанная ею о себе в соавторстве с мужем Джоном Гринья.